# Бари-Крик
Бари-Крик (англ. Boree Creek, /bɒˈriː/) — посёлок (таун) в районе Риверина, в штате Новый Южный Уэльс (Австралия). Город расположен в 539 км к юго-западу от столицы штата, Сиднея, и в 82 км к западу от регионального центра, Уогга-Уогга. Бари-Крик находится в районе местного самоуправления «Совет Федерации», но ближе к городу Локхарт. По данным переписи населения 2016 года, население Бари-Крик составляло 64 человека.
Как и во многих других небольших городах Риверины, в последние годы численность населения сократилась. Бари-Крик наиболее известен тем, что является родным городом бывшего заместителя премьер-министра, Тима Фишера. Во времена, когда Фишер исполнял обязанности премьер-министра, его поместье в Бари-Крик становилось «резиденцией власти» Австралии.

## История
Почтовое отделение Бари-Крик открылось 1 августа 1884 года (оно было закрыто между 1906 и 1911 годами).
В 1906—2016 годах Бари-Крик, Морунда, Окленд и Рэнд входили в Совет Шира Урана, с главным городом Урана.
С 2016 года Бари-Крик стал частью Совета Федерации.
Бари-Крик — последний действующий участок закрытой железной дороги до Оклендса. Сезонные поезда с зерном обслуживают силосные башни, станция закрылась для пассажирских перевозок в 1975 году, и от неё осталось мало следов.

## Спорт и отдых
Клуб австралийского футбола «Бари-Крик» был основан 20 марта 1886 года.  В 1938 году цвета клуба были чёрно-белыми. В 1940 году, с началом Второй мировой войны, 16 игроков из ФК «Бари-Крик» ушли на действительную службу в армию, и поэтому клуб вышел из Футбольной ассоциации Рока и района в конце июня 1940 года. Клуб реформировался в 1946 году, после Второй мировой войны и присоединился к Футбольной лиге Милбрулонга. Клуб был расформирован в 1982 году после последнего сезона в Фаррерской футбольной лиге.
| Соревнование                                      | Годы и комментарии                                                            |
| ------------------------------------------------- | ----------------------------------------------------------------------------- |
| Футбольная ассоциация Грингуньи                   | 1906                                                                          |
| Футбольная ассоциация Локхарта и района           | 1907, 1909 (выиграл все матчи, кроме одного, который был сыгран вничью), 1912 |
| Футбольная ассоциация Фейтфула и округа           | 1926, 1927, 1932, 1937, 1938, 1939                                            |
| Кубок Питера Доусона                              | 1929                                                                          |
| Национальная футбольная лига Центральной Риверины | 1953                                                                          |

| Соревнование                            | Годы и комментарии |
| --------------------------------------- | ------------------ |
| Футбольная ассоциация Локхарта и района | 1905               |
| Футбольная ассоциация Фейтфула и округа | 1928, 1933, 1936   |

В 1913 году Клуб любителей скачек Бари-Крик провел своё первое соревнование на частной территории Арчибальда Моффата, расположенной сразу за деловым центром посёлка. Мероприятие принесло прибыль в размере 50 фунтов стерлингов. Ежегодные скачки проводились с 1913 по 1929 годы.
Крикетный клуб Бари-Крик был основан в начале 1900-х годов, юбилейные мероприятия были проведены в 1905 году. Клуб был активен до начала 1950-х годов.
Велосипедный клуб Бари-Крик был создан в 1936 году и просуществовал всего два года.

## Железнодорожное сообщение
| Предшествующая станция         | Бывшие линии | Бывшие линии  | Бывшие линии | Следующая станция              |
| ------------------------------ | ------------ | ------------- | ------------ | ------------------------------ |
| Юлума в направлении на Оклендс |              | Линия Оклендс |              | Лонг-Парк в направлении на Рок |

## Галерея

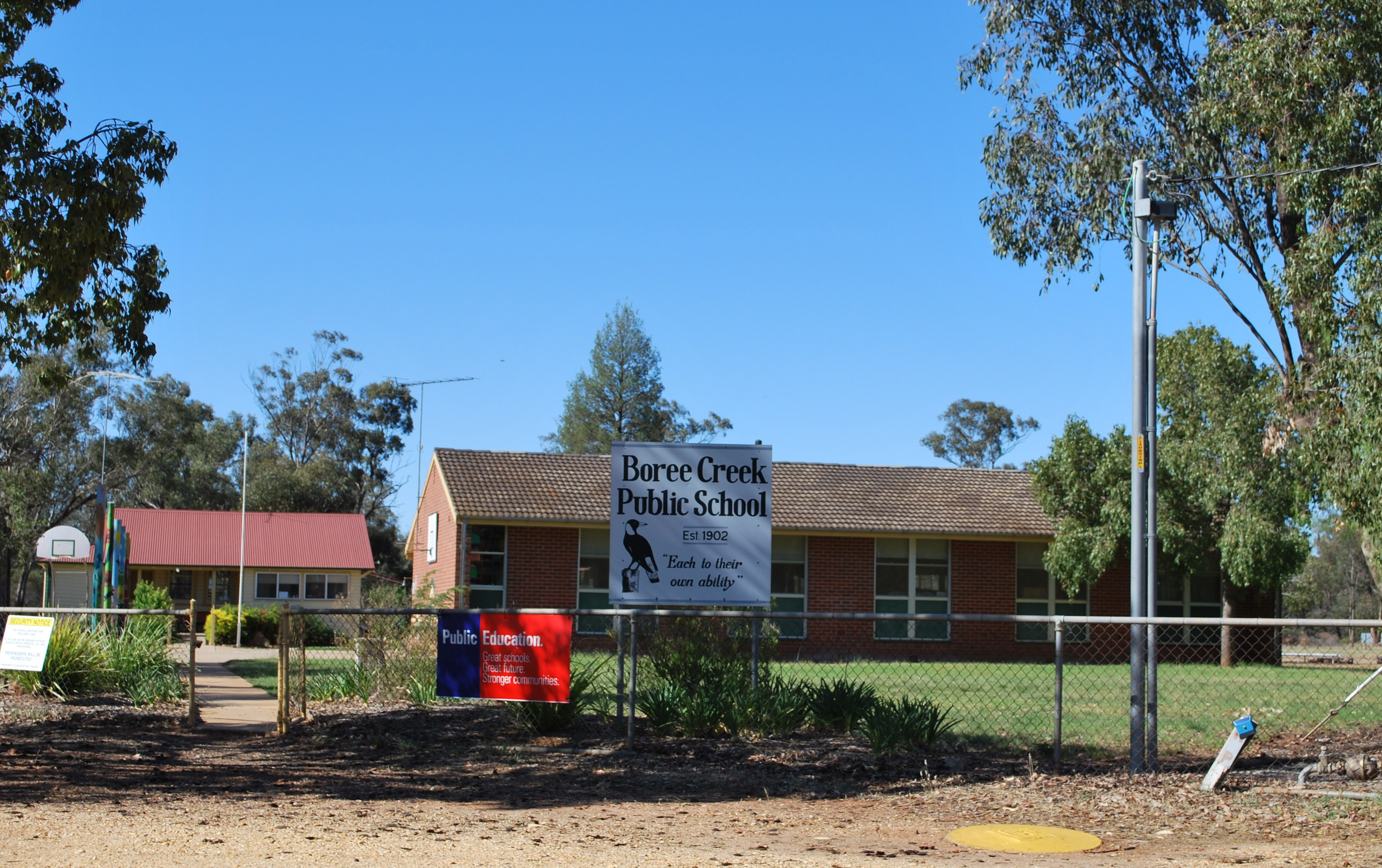
Государственная школа Бари-Крик
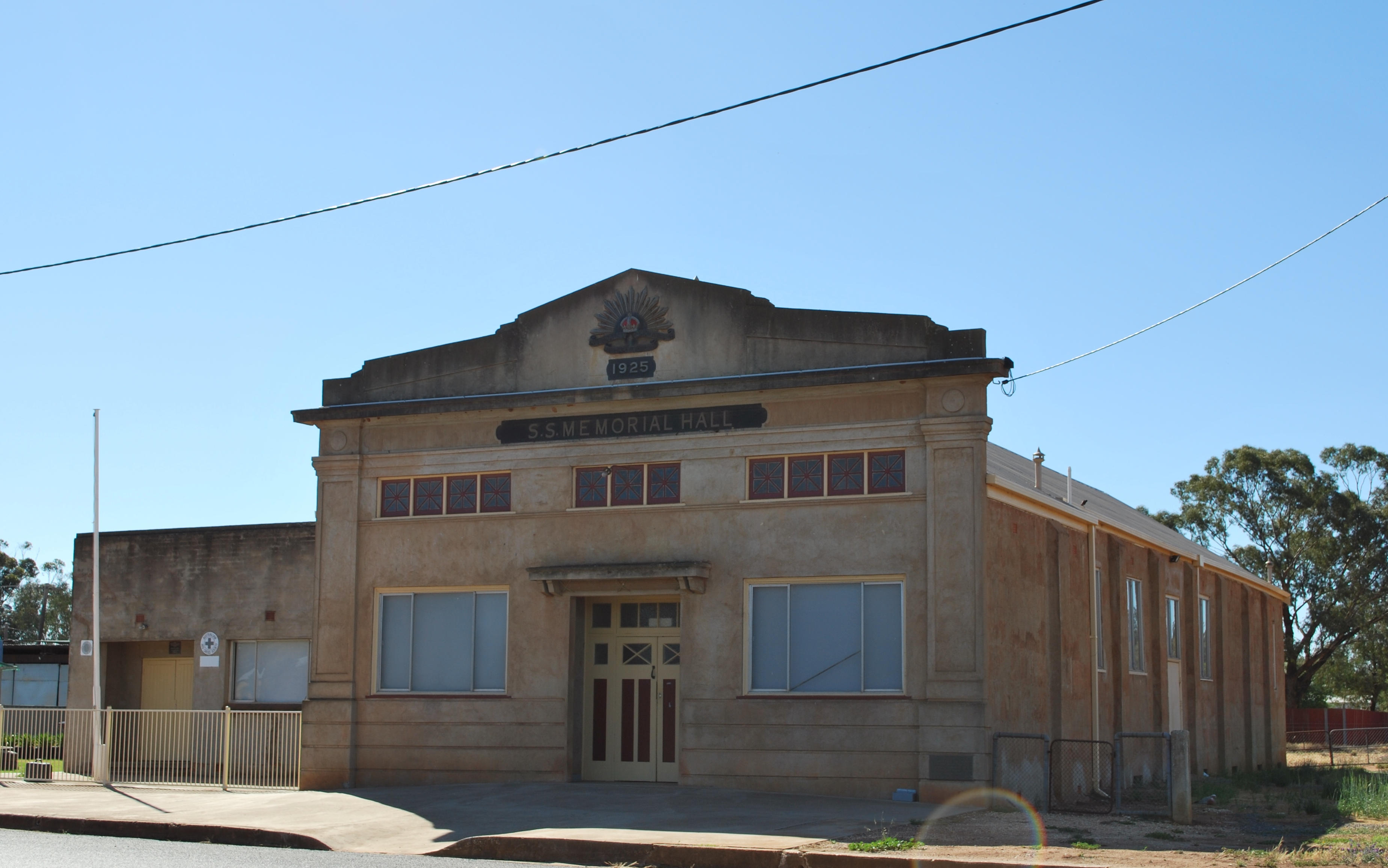
Зал солдатского мемориала
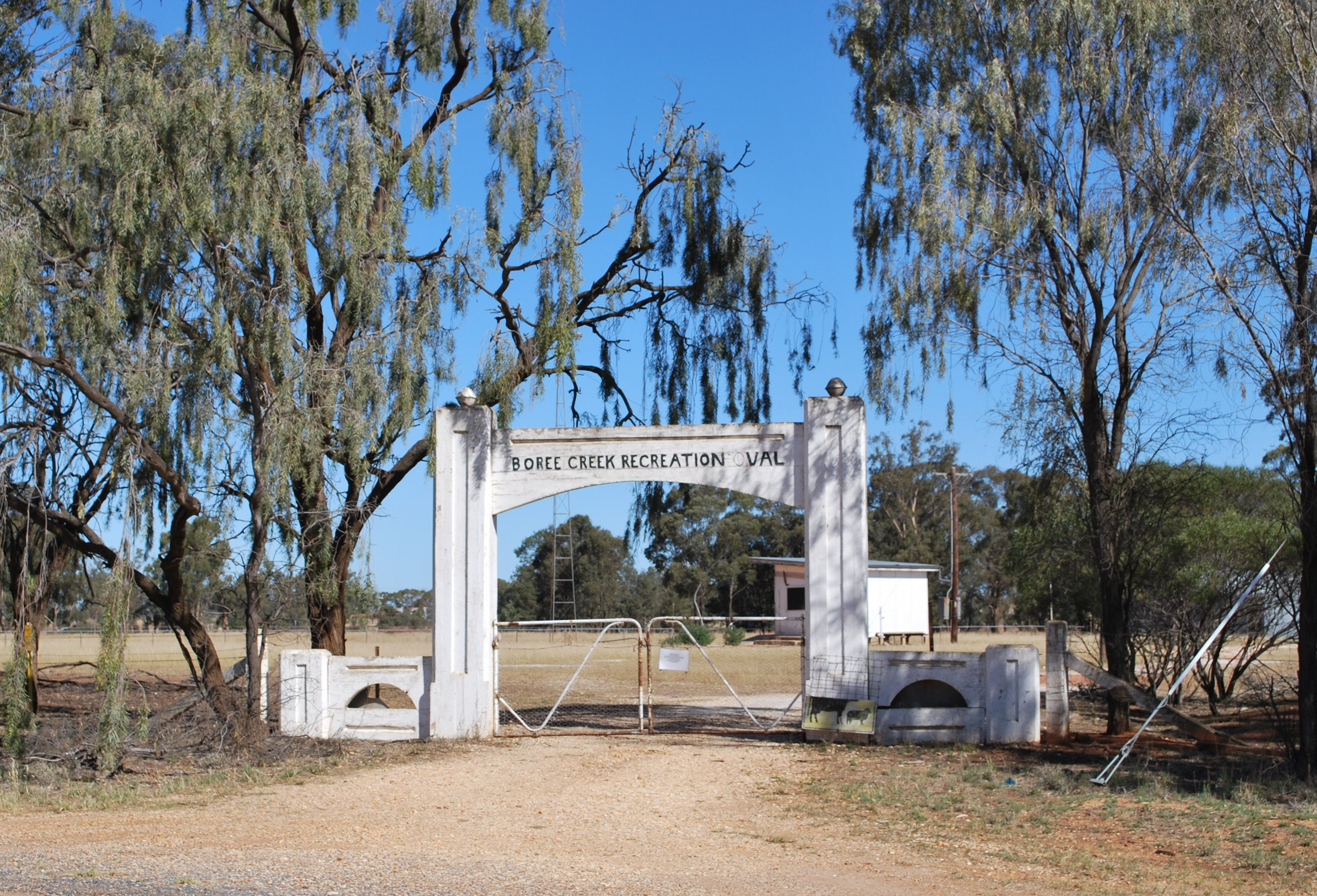
Ворота Овального стадиона